# Allocosa floridiana
Allocosa floridiana là một loài nhện trong họ wolfspinnen (Lycosidae).
Loài này thuộc chi Allocosa. Allocosa floridiana được Ralph Vary Chamberlin miêu tả năm 1908.